# Delft Seaways
Le Delft Seaways est un ferry trans-manche exploité par DFDS Seaways. Il fait partie d’une série de trois navires jumeaux conçus pour la traversée de Douvres à Dunkerque, capable de faire la traversée en 1 heure et 45 minutes. Le Delft Seaways est un navire au design scandinave. Il a été construit dans le chantier naval de Samsung en Corée du Sud en 2005. Il navigue sous le pavillon du Royaume-Uni et son port d'immatriculation est Douvres.

## L'histoire

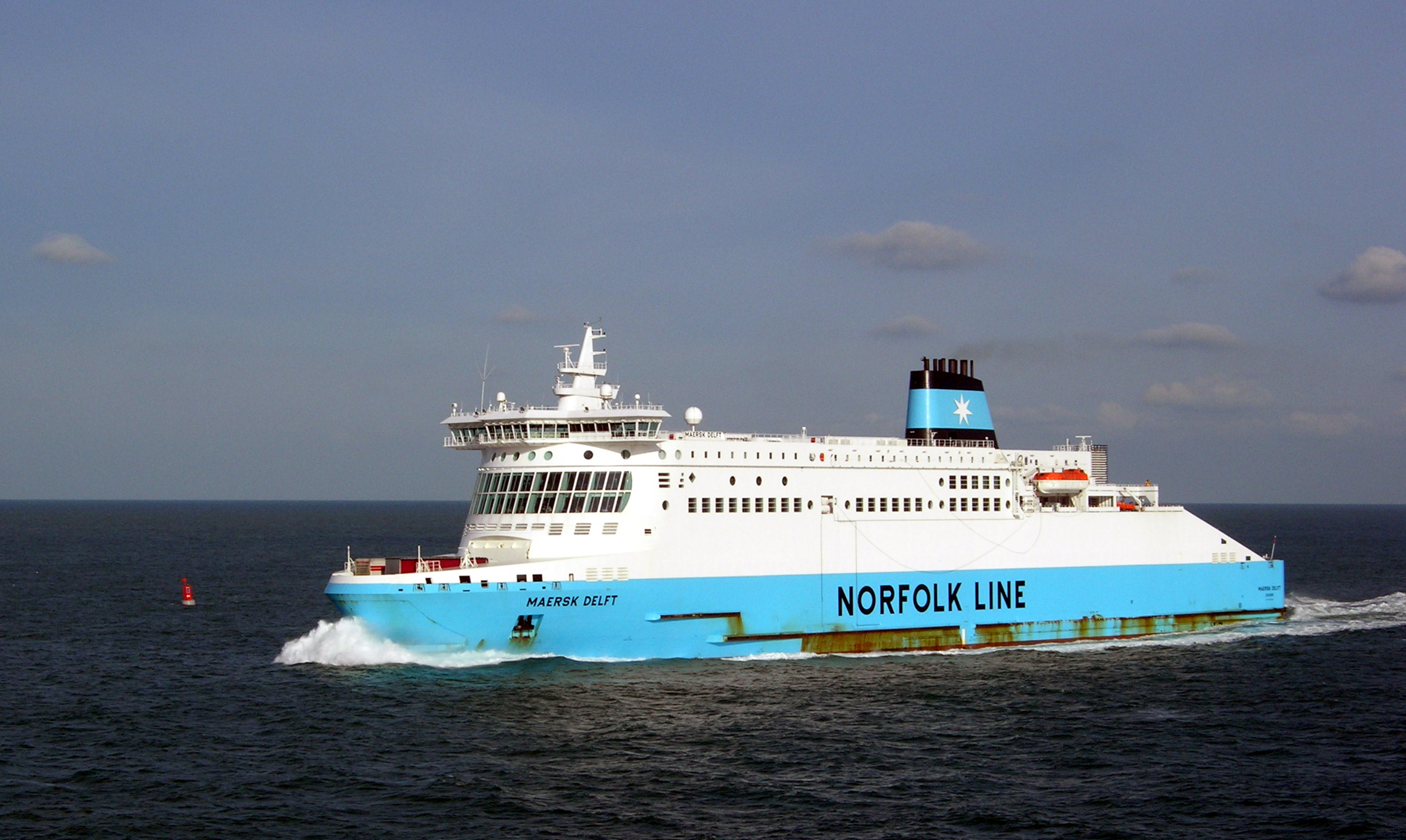
Maersk Delft

Le navire a été livré en 2006 et a fait son voyage inaugural le 27 février 2006, en remplacement du Northerm Merchant qui opérait sur la route. Il a eu une rencontre avec des bateaux armés dans le Golfe d'Aden au cours du voyage de livraison en provenance de Corée.
Maersk Delft  a subi une perte de puissance lors du retour à Douvres la suite d'un réaménagement aux docks de Scheldeport, à Vlissingen, le 29 janvier 2007. La faute a été attribuée à une erreur informatique, mais le navire a dû être remorqué dans le port de Douvres à partir de l'extérieur de l'entrée du port, où elle avait jeté l'ancre.
En juillet 2010, Norfolkline a été racheté par DFDS. Les navires de Norfolkline et les traversées ont été renommés DFDS Seaways. En 2016 les navires ont été rénovés à Damen Dunkerque. Ils ont été repeints avec le logo de DFDS sur chaque côté du navire. Le Delft Seaways a gardé son nom tout comme les autres navires de la classe D-Class.

## Caractéristiques

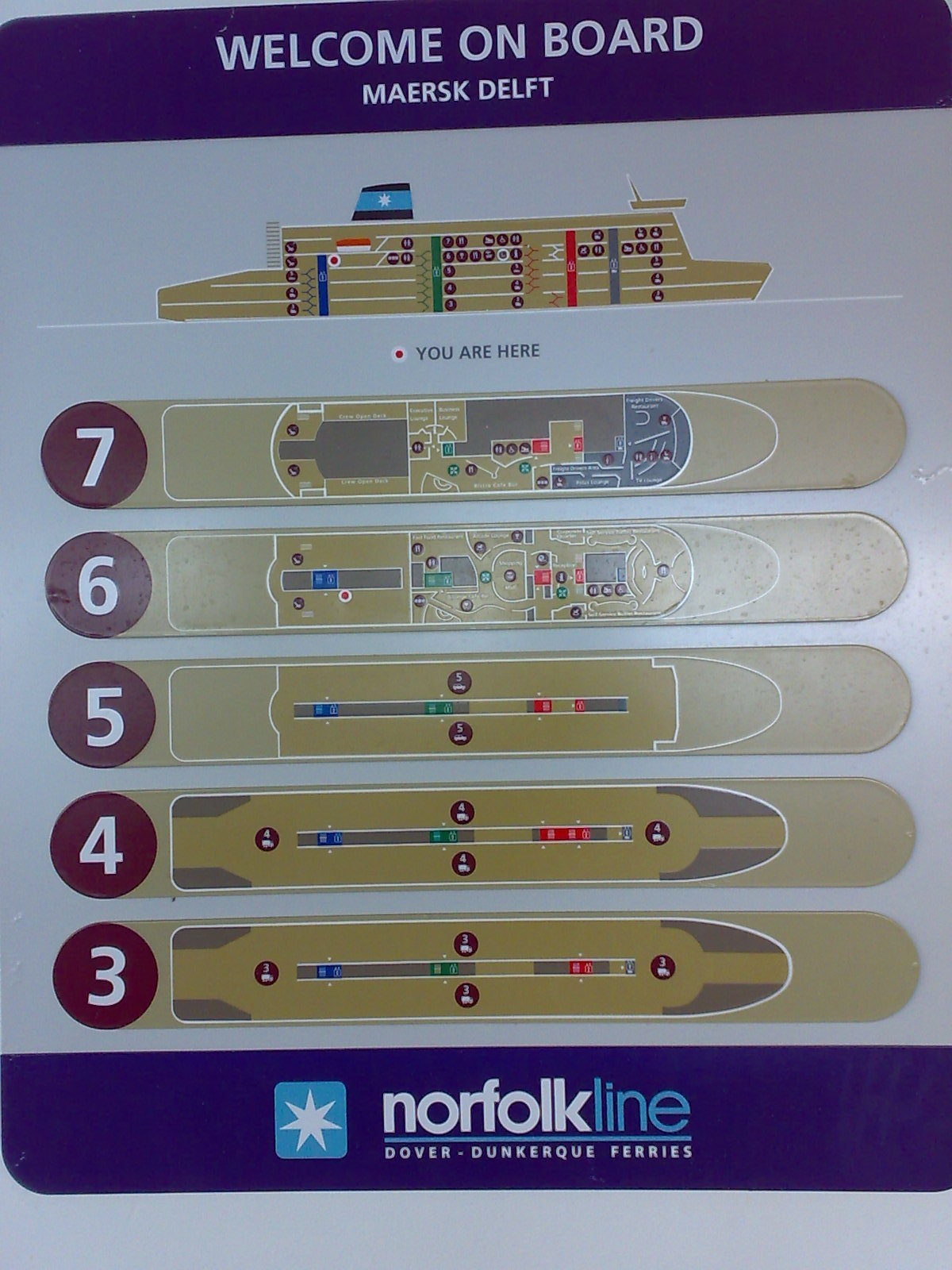
Plan à bord du Maersk Delft

Le Maersk Delft, comme les autres navires jumeaux ont été désignés avec des ponts d'embarquement et de débarquement pour le Fret et pour les voitures, qui réduisent considérablement les temps de débarquement et embarquement.[réf. nécessaire] Au niveau des aménagements pour les passagers ils s’étalent sur deux ponts qui contiennent trois restaurants, un bar, un magasin, une aire de jeu pour enfants, des jeux d'arcades et un bureau de change. Il y a 7 ascenseurs pour les passagers, l'équipage et les magasins depuis le pont le plus bas pour le Fret et les voitures jusqu’aux ponts passager et l'équipage. Les installations pour l'équipage sont situés sur un pont séparé et qui inclut les cabines, une pièce de vie, des bureaux, une laverie et des aires de stockage.
Les installations exceptionnelles à bord sont : les larges baies vitrées sur le devant et le derrière du navire qui offrent une vue panoramique sur la mer.
Le Delft Seaways a un maximum de vitesse de 25 nœuds, une capacité de 200 voitures et de 780 passagers.
Le navire est décoré de 132 peintures et photographies faites par Anne Vilsbøll. Les peintures représentent "les mouvements de l'eau, sur l'eau et par l'eau".

## Installations
Pont 4
Voitures
Pont 5
Voitures
Pont 6
Réception
Self-Service Restaurant
Food Express
Cuppa Joes
Zone de jeux pour enfants
Sea Shop
Pont extérieur
Pont 7
La Veranda
Road Kings
Sea View Lounge

## Navires jumeaux
Le Delft Seaways a deux navires jumeaux qui opèrent sur la même route : le Dunkerque Seaways et le Dover Seaways.